# 穆和藺
穆和藺（1727年—1796年），全名為烏雅穆和藺，字英甫，滿洲正黃旗人，清朝官員，1782年擔任台灣道。

## 生平
穆和藺本籍滿洲正黃旗。1747年高中舉人。1782年他前往台灣擔任台灣道一職。任內彈劾台灣知府蘇泰貪污，並身體力行清廉。1783年，台北發生漳泉械鬥，因無法有效遏止被免職，不過仍留在台灣協助京師特使黃仕簡緝捕平亂。後調回大陸內地續任地方官，1796年卒於哈密。

## 家庭
- 父碩色，云贵总督。